# Xã Salt River, Quận Pike, Missouri
Xã Salt River (tiếng Anh: Salt River Township) là một xã thuộc quận Pike, tiểu bang Missouri, Hoa Kỳ. Năm 2010, dân số của xã này là 147 người.